# 전자식 스로틀 밸브

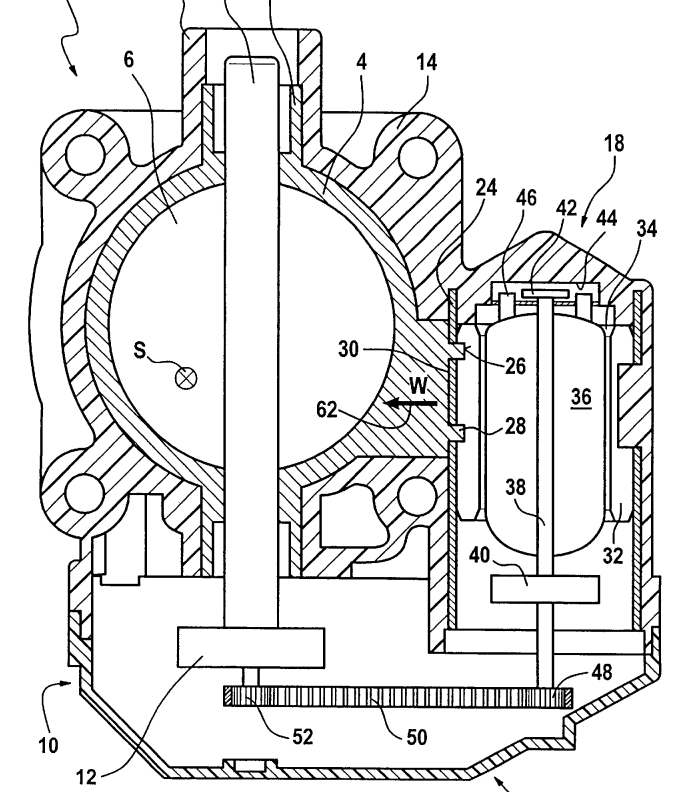
스로틀 바디

전자식 스로틀 밸브(ETC, Electronic Throttle Control valve)는 가속 페달의 움직임에 맞춰 엔진에 공기를 공급하는 장치이다. 주 구성 물질은 알루미늄이지만, 최근에는 알루미늄을 대체할 수 있는 물질로 플라스틱에 집중하며 발전되고 있다.

## 역할
운전자가 가속 패달을 밟으면 전자식 스로틀 밸브(ETC)는 엔진으로 연결된 공기 입구를 열어 공기가 유입되도록 조작된다. 그 공기량에 따라 연료를 분사하게 되는데, 공기량이 증가하면 그에 비례하여 엔진 RPM도 오르게 된다.